# Рассвет (городской округ город Тула)
Рассвет — посёлок в Тульской области России. 
В рамках организации местного самоуправления входит в городской округ город Тула, в рамках административно-территориального устройства — в Рассветовский сельский округ Ленинского района Тульской области.

## География
Расположен к западу от областного центра, города Тула (в 11 км к западу от Тульского кремля).

## Население
| 2002 | 2010  | 2021  |
| ---- | ----- | ----- |
| 4002 | ↗4165 | ↘3760 |

Население по данным на 2021 год — 3760 человек.

## История
До 1990-х гг. был центром Рассветовского сельсовета. В 1997 году стал центром Рассветовского сельского округа Ленинского района Тульской области. 
В рамках организации местного самоуправления с 2006 до 2014 гг. посёлок входил в Иншинское сельское поселение Ленинского района, с 2015 года — в Привокзальный территориальный округ в рамках городского округа город Тула.